# Korfbal 1984-1985
Korfbalseizoen 1984-1985 is een korfbalseizoen van het KNKV. In dit seizoen telt de veldcompetitie een Hoofdklasse waarbij elk team 18 wedstrijden speelt en in de zaalcompetitie zijn 2 Hoofdklassen waarbij elk team 14 wedstrijden speelt.

## Veldcompetitie KNKV
In seizoen 1984-1985 was de hoogste Nederlandse veldkorfbalcompetitie in de KNKV de Hoofdklasse; een poule met tien teams. Het kampioenschap is voor het team dat na 18 competitiewedstrijden de meeste wedstrijdpunten heeft verzameld. Een play-off systeem was niet van toepassing. Enkel bij een gedeelde eerste plaats zou er een beslissingswedstrijd gespeeld moeten worden. De onderste twee ploegen degraderen.
Hoofdklasse Veld
| pos | club          | gs | w  | g | v  | pnt | dv  | dt  | dt  |
| --- | ------------- | -- | -- | - | -- | --- | --- | --- | --- |
| 1.  | Fortuna       | 18 | 12 | 2 | 4  | 26  | 149 | 124 | +25 |
| 2.  | PKC           | 18 | 10 | 3 | 5  | 23  | 185 | 145 | +40 |
| 3.  | ROHDA         | 18 | 11 | 1 | 6  | 23  | 180 | 141 | +39 |
| 4.  | SCO           | 18 | 10 | 1 | 7  | 21  | 154 | 135 | +19 |
| 5.  | DOS'46        | 18 | 7  | 4 | 7  | 18  | 140 | 134 | +6  |
| 6.  | SAMOS         | 18 | 7  | 3 | 8  | 17  | 144 | 159 | -15 |
| 7.  | Deetos        | 18 | 5  | 6 | 7  | 16  | 137 | 150 | -13 |
| 8.  | AKC Blauw-Wit | 18 | 6  | 4 | 8  | 16  | 135 | 149 | -14 |
| 9.  | Archipel      | 18 | 5  | 1 | 12 | 11  | 118 | 161 | -43 |
| 10. | Pams          | 18 | 3  | 3 | 12 | 9   | 125 | 169 | -44 |

| Veldkampioen van Nederland 1985 |
| ------------------------------- |
| Fortuna Eerste titel            |

## Zaalcompetitie KNKV
In seizoen 1984-1985 was de hoogste Nederlandse zaalkorfbalcompetitie in de KNKV de Hoofdklasse; twee poules met elk acht teams. Het kampioenschap is voor de winnaar van de kampioenswedstrijd, waarin de kampioen van de Hoofdklasse A tegen de kampioen van de Hoofdklasse B speelt.
 Hoofdklasse A
| pos | club           | gs | w | g | v  | pnt | dv  | dt  | dt  |
| --- | -------------- | -- | - | - | -- | --- | --- | --- | --- |
| 1.  | PKC            | 14 | 9 | 3 | 2  | 21  | 171 | 158 | +13 |
| 2.  | LDO            | 14 | 7 | 4 | 3  | 18  | 162 | 161 | +1  |
| 3.  | SCO            | 14 | 7 | 3 | 4  | 17  | 174 | 149 | +25 |
| 4.  | Deetos         | 14 | 6 | 3 | 5  | 15  | 142 | 135 | +7  |
| 5.  | Die Haghe      | 14 | 3 | 8 | 3  | 14  | 166 | 169 | -3  |
| 6.  | Oost-Arnhem    | 14 | 5 | 3 | 6  | 13  | 156 | 155 | +1  |
| 7.  | Allen Weerbaar | 14 | 6 | 0 | 8  | 12  | 152 | 152 | +0  |
| 8.  | Pams           | 14 | 0 | 2 | 12 | 2   | 115 | 159 | -44 |

Hoofdklasse B
| pos | club          | gs | w  | g | v  | pnt | dv  | dt  | dt  |
| --- | ------------- | -- | -- | - | -- | --- | --- | --- | --- |
| 1.  | ROHDA         | 14 | 12 | 0 | 2  | 24  | 220 | 178 | +42 |
| 2.  | Fortuna       | 14 | 9  | 3 | 2  | 21  | 193 | 164 | +29 |
| 3.  | DKOD          | 14 | 7  | 2 | 5  | 16  | 172 | 163 | +9  |
| 4.  | AKC Blauw-Wit | 14 | 7  | 1 | 6  | 15  | 190 | 184 | +6  |
| 5.  | DOS'46        | 14 | 5  | 2 | 7  | 12  | 179 | 180 | -1  |
| 6.  | SAMOS         | 14 | 5  | 2 | 7  | 12  | 158 | 185 | -27 |
| 7.  | Dalto         | 14 | 3  | 2 | 9  | 8   | 179 | 187 | -8  |
| 8.  | Archipel      | 14 | 2  | 0 | 12 | 4   | 157 | 207 | -50 |

De finale werd gespeeld op zaterdag 16 maart 1985 in de Martinihal in Groningen.
| Hoofdklasse Finale |       |    |
|                    |       |    |
| A1                 | PKC   | 18 |
| B1                 | ROHDA | 14 |

| Zaalkampioen van Nederland 1985 |
| ------------------------------- |
| PKC                             |

## Prijzen
| Award                        | Winnaar           | Club          |
| ---------------------------- | ----------------- | ------------- |
| Beste Speler                 | Erik Wolsink      | Deetos        |
| Beste Speelster              | Rini van der Laan | AKC Blauw-Wit |
| Beste Debutant van het Jaar  | Bandi Csupor      | Oost-Arnhem   |
| Beste Debutante van het Jaar | Bea Dingenouts    | Deetos        |